# Krystalochemia
Krystalochemia – termin ten wprowadził V.M. Goldschmidt i przedstawił jej ówczesny zakres badań jako określenie prawideł między składem chemicznym a własnościami fizycznymi materiału.
Wiąże się z tym badanie relacji między strukturą wewnętrzną w jej najszerszym sensie a wszelkimi własnościami, parametrami, charakterystykami, jakimi badacze ciała stałego dysponują.

## Cele krystalochemii
- Rozważanie natury wiązań chemicznych. Definicja „czystych” typów wiązań, ograniczenia definicji tych wiązań, przyczyny i następstwa tych odstępstw. Zaproponowanie wyznaczenia tych własności atomów (jonów, molekuł) budujących ciało stałe, które sprawiają, że dane wiązanie, występujące w krysztale może być określane jako czyste lub o pośrednim charakterze oraz metody badawcze, pozwalające przybliżyć naturę wiązań w kryształach. W tym ostatnim aspekcie zakres krystalochemii rozwijany jest w sferze określanej jako część „fizyki minerałów”.
- Określenie wpływ rodzaju danego pierwiastka na pozycję sieciową, zajmowaną w różnych strukturach. Bada się relacje między jego konfiguracją elektronową a symetrią otoczenia krystalicznego. Wyznaczenie i tłumaczenie predyspozycji pierwiastków do zajmowania określonych pozycji sieciowych w minerałach (i innych substancjach). Zadania te realizuje się wykorzystując wiele metod fizycznych (zakres fizyki minerałów).
- Badanie, jak powyższe własności rzutują na termodynamiczne własności minerałów, jak ciepło krystalizacji, entropia itp.
- Określa się, w jaki sposób bogactwo składu chemicznego wielu minerałów wpływa na jego charakterystyki (np parametry komórki elementarnej, własności optyczne) – wiele metod badawczych (zakres fizyki minerałów).
- Badanie także sposobu rozmieszczenia wzajemnie podstawiających się atomów w strukturze – czy jest ona statystycznie przypadkowa, czy też ma charakter uporządkowany.